# Fiskeminister
Fiskeminister kallas den minister som har ansvar för frågor som rör fiskerinäringen. Detta är bara en separat post i större fiskenationer, såsom Norge där posten kallas fiskeriminister (tidigare fiskeri- og kystminister). I de flesta andra länder fiskerifrågorna under den minister som har ansvar för jordbruks- och livsmedelspolitiken.
I Sverige har fiskerifrågorna länge legat under jordbruksministern, sedan 2010 kallad landsbygdsministern. Danmark hade en särskild fiskeminister fram till 1994; numera ligger detta område under livsmedels-, jordbruks- och fiskeministern i Ministeriet for Fødevarer, Landbrug og Fiskeri.